# Mahé (Seychellen)

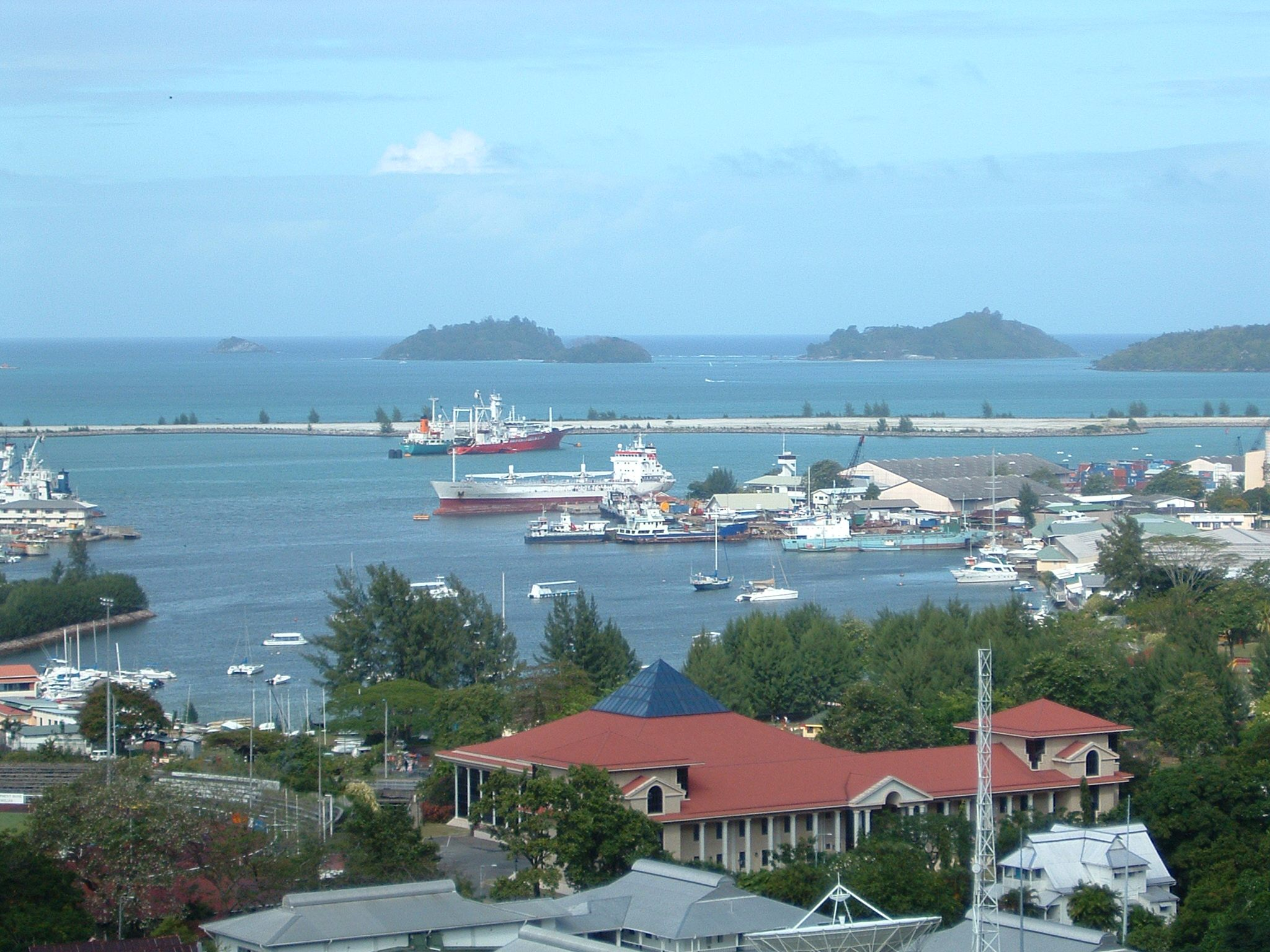
De haven van Victoria op Mahé

Mahé is het grootste en met 72.000 inwoners ook het meest bevolkte eiland van de Seychellen. De oppervlakte bedraagt 154,7 km². Het ligt in het noordoosten van de staat. De hoofdstad van de Seychellen, Victoria ligt ook op dit eiland.
Mahé is voor het eerst bezocht door de Britten in 1609. Het duurde tot 1742, bij de expeditie van Lazare Picault dat hier weer Europeanen aankwamen. Mahé bleef Frans tot 1814 toen het een Britse kolonie werd. Het bleef een kolonie tot de Seychellen in 1976 onafhankelijk werden.
Het eiland kreeg zijn naam in 1774. Het is genoemd naar de Franse admiraal en gouverneur van Mauritius Bertrand-François Mahé de La Bourdonnais (1699-1753).

## Geografie
Het hoogste punt van het eiland is de 905 m hoge Morne Seychellois, tevens het hoogste punt van de archipel. De Morne Seychellois ligt in het Morne Seychellois National Park. Het noorden en het oosten van Mahé zijn het meest bewoond en hier ligt ook de internationale luchthaven, die geopend werd in 1971. In het zuiden en westen liggen het Baie Ternay Marine National Park en het Port Launay Marine Nationaal Park. Het Sainte-Anne Marine Nationaal Park ligt wat van de kust van Mahé verwijderd, net als Conception, Thérèse, Anonyme en Silhouette.